# Majo Orsini

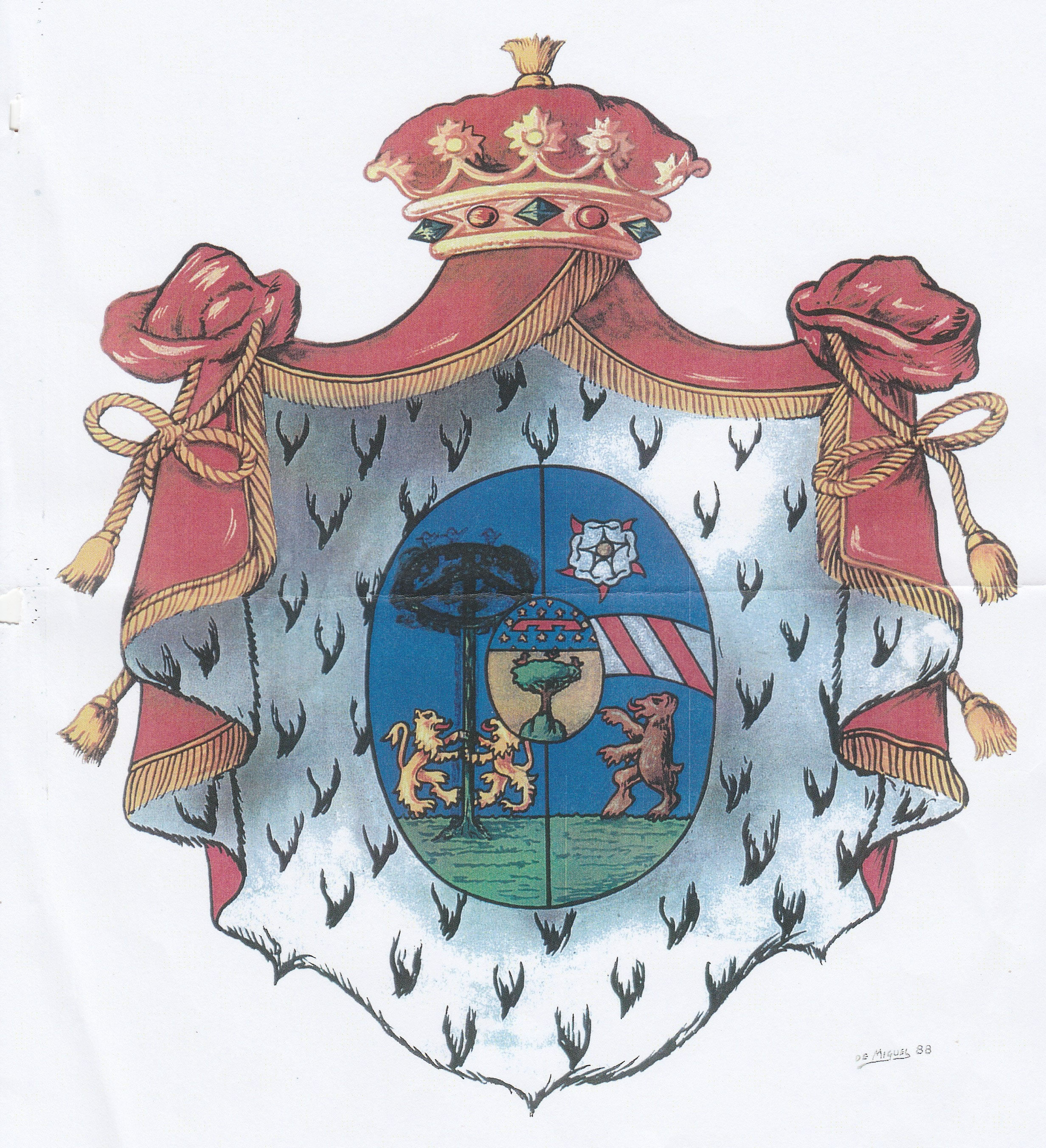
Stemma feudale della famiglia Majo poi Majo Orsini con corona principesca, riconosciuto dal Ministero di Giustizia del Regno di Spagna nell'ottobre 1988.

Majo Orsini è una famiglia feudale originaria del Regno di Napoli, iscritta nel Libro d'oro della nobiltà italiana dal 1922. La famiglia è anche inclusa nell'elenco ufficiale delle famiglie Nobili Pontificie e riconosciuta come Gentiluomini di Sua Santità.

## Storia
Nell'anno 1000, i de Majo possedevano vaste proprietà terriere e venti castelli in Campania e Abruzzo. Durante il periodo della dominazione sveva, a Napoli e Roma, nonché nelle Isole Canarie, le loro antiche dimore furono insignite di titoli nobiliari. Diversi membri della famiglia furono giuristi e prelati della Santa Chiesa, ascritti alla nobiltà di Napoli nel Seggio di Montagna, Tramonti, Capua e Benevento.
Giovanni de Majo fu presidente della Suprema Corte della Sommaria nel 1402. Martino de Majo fu vescovo di Bisceglie nel 1494. Cesare de Majo, condottiero e stratega, servì come capitano sotto Carlo V in Italia, Francia e Germania, diventando generale della Santa Romana Chiesa e Conte di Decio.
Attraverso il matrimonio tra Francesco Antonio Majo e Ippolita Durazzo D'Angiò, nipote e unica erede di Ladislao Durazzo, i Majo aggiunsero il cognome Durazzo e una discendenza reale. Parteciparono alla conquista delle Isole Canarie e si distinsero nel Regno di Spagna.
Nel 1546 Giovanni Francesco de Majo vestì l'abito dei Cavalieri di Malta. La famiglia ottenne la Contea di Val D'Amone, il Ducato di San Pietro, il Marchesato di Tramonti, il Baronato di Otranto, e furono insigniti come Cavalieri Constantiniani e Cavalieri del Santo Sepolcro.
Francesco Antonio (1812-1893), nipote di Francesco Antonio, fu vescovo di Lacedonia nel 1859 e poi Arcivescovo di Amalfi. Fu anche assistente al Soglio Pontificio e Protonotario Apostolico, restaurò completamente il Duomo di Amalfi e costruì diverse chiese e seminari. Per i suoi meriti fu creato Barone di San Biagio da Papa Pio IX e nominato Patriarca di Costantinopoli. È sepolto nella Cattedrale di Amalfi.
I vari rami della famiglia Majo Orsini furono insigniti di titoli principeschi, ducali e comitali, e sono elencati nell'elenco della Nobiltà Italiana. Le tombe della famiglia si trovano nella Cattedrale di Amalfi, nella Cappella Reale Alvarez Di Toledo dei Nobili Spagnoli, nel Duomo di Benevento e nella Chiesa antichissima di San Lorenzo a Tramonti.